# Бріоско
Бріоско (італ. Briosco) — муніципалітет в Італії, у регіоні Ломбардія,  провінція Монца і Бріанца.
Бріоско розташоване на відстані близько 500 км на північний захід від Рима, 29 км на північ від Мілана, 16 км на північ від Монци.
Населення — 6010 осіб (2014).
Покровитель — Sant'Ambrogio.

## Демографія
Населення за роками:

Станом на 1 січня 2023 року в муніципалітеті офіційно проживали 183 іноземці з 34 країн, серед них 44 громадяни країн Євросоюзу та 12 громадян України.

## Сусідні муніципалітети
- Безана-ін-Бріанца
- Карате-Бріанца
- Джуссано
- Інвериго
- Ренате
- Ведуджо-кон-Кольцано
- Верано-Бріанца